# Mauro Oddi
Mauro Oddi, noto anche come Mauro degli Oddi (Parma, 1639 – Parma, 22 febbraio 1702), è stato un pittore, architetto e incisore italiano.

## Biografia
Dopo aver studiato lettere si appassionò alla pittura. Su raccomandazione di Margherita de' Medici, moglie del duca di Parma Odoardo I Farnese, venne mandato a Roma per studiare con Pietro da Cortona, dove rimase sei anni. Intorno al 1660 tornò a Parma e il duca Ranuccio II Farnese gli affidò la decorazione di alcune sale della Villa ducale di Colorno.
Per la chiesa di San Vitale eseguì un San Carlo che dà le elemosine, per la biblioteca dell'abbazia di San Giovanni un Cristo nel tempio tra i dottori della legge e per la chiesa di San Giuseppe I Santi Carlo e Filippo Neri. Disegnò la nuova facciata della chiesa di Santa Lucia in via Cavour, riconsacrata nel 1697. Negli anni 1695-97 eseguì buona parte degli ornati esterni della Basilica di Santa Maria della Steccata. Eseguì lavori anche a Modena, nella chiesa delle Carmelitane Scalze, (una Santa Teresa in deliquio) e a Piacenza nella chiesa di Santa Brigida (una Pietà).
In seguito ai lavori eseguiti per i Farnese fu nominato architetto e pittore di corte. Pubblicò un Libro di schizzi, dedicato al conte Vincenzo Piazza, contenente sedici ritratti di pittori, scultori, architetti e intagliatori parmigiani, conservato nella Biblioteca Palatina (ms. 3706).
Due sue incisioni ad acquaforte siglate M.O.S., Adorazione dei pastori tratta dal Parmigianino, e Ratto d’Europa tratta da Agostino Carracci, sono conservate nel British Museum di Londra.
Della sua vita privata si sa poco, ma è noto che ebbe due figli: Nicola (o Niccolò) e Angelo, entrambi pittori.
A Parma gli è dedicata "via Mauro degli Oddi", una laterale di via Doberdò nella zona di via Trieste.